# Emīls Liepiņš
Emīls Liepiņš, né le 29 octobre 1992 à Dobele, est un coureur cycliste letton, membre de l'équipe DSM-Firmenich.

## Biographie
Au second semestre 2017 Emīls Liepiņš signe un contrat de stagiaire avec l'équipe continentale professionnelle française  Delko-Marseille Provence-KTM.
En août 2018, il termine dix-neuvième du championnat d'Europe sur route à Glasgow et remporte le Baltic Chain Tour.
En 2020, il est sélectionné pour représenter son pays aux championnats d'Europe de cyclisme sur route organisés à Plouay dans le Morbihan.
Il s'engage pour 2024 avec DSM-Firmenich.

## Palmarès
- 2010
  - 2e du championnat de Lettonie du contre-la-montre juniors
  - 3e du championnat de Lettonie sur route juniors
- 2012
  - 3e du Jurmala Grand Prix
- 2014
  - 3e du Tour d'Estonie
- 2016
  - 3e du Tour of Yancheng Coastal Wetlands
- 2017
  - 2e du Gran Premio Primavera de Ontur
  - 3e du Dookoła Mazowsza
  - 3e du Grand Prix de Minsk
  - 3e du Tour de Hainan
- 2018
  - Poreč Trophy
  - 3e étape de l'Istrian Spring Trophy
  - Heistse Pijl
  - Baltic Chain Tour : 
    - Classement général
    - 2e étape
- 2019
  - 1re étape (a) de la Semaine internationale Coppi et Bartali
- 2021
  - 2e du championnat de Lettonie du contre-la-montre
- 2022
  -  Champion de Lettonie sur route
  - 3e du championnat de Lettonie du contre-la-montre
- 2023
  -  Champion de Lettonie sur route
  - 3e du championnat de Lettonie du contre-la-montre
- 2024
  -  Champion de Lettonie sur route
  - 2e du championnat de Lettonie du contre-la-montre

## Résultats sur les grands tours

### Tour d'Italie
1 participation
- 2025 : 131e

### Tour d'Espagne
1 participation
- 2020 : 124e

## Classements mondiaux
| Année                                 | 2012 | 2013 | 2014 | 2015  | 2016  | 2017 | 2018 | 2019 | 2020 | 2021 | 2022 | 2023 | 2024 |
| ------------------------------------- | ---- | ---- | ---- | ----- | ----- | ---- | ---- | ---- | ---- | ---- | ---- | ---- | ---- |
| Classement mondial                    |      |      |      |       | 1264e | 535e | 169e | 197e | 454e | 638e | 330e | 359e | 328e |
| UCI Europe Tour                       | 282e | 823e | 287e | 1219e | 953e  | 384e | 121e | 163e | 372e | 512e | 266e | nc   | nc   |
| UCI Asia Tour                         | nc   | nc   | nc   | nc    | 429e  | 223e | 42e  |      |      |      |      |      |      |
|                                       |      |      |      |       |       |      |      |      |      |      |      |      |      |
| Légende : nc = non classéSource : UCI |      |      |      |       |       |      |      |      |      |      |      |      |      |